# Primera División de Uruguay 1917
Campeonato Uruguayo de Fútbol 1917 var den 17:e säsongen av Uruguays högstaliga i fotboll. Ligan spelades som ett seriespel där samtliga tio lag mötte varandra vid två tillfällen. Totalt spelades 90 matcher med 202 gjorda mål.
Nacional vann sin sjätte titel som uruguayanska mästare.

## Deltagande lag
Tio lag deltog i mästerskapet; nio från Montevideo, och Universal från San José de Mayo.
Charley flyttades upp från föregående säsong.

## Poängtabell
| Nr | Lag                  | S  | V  | O | F  | GM | IM | MS  | P  |
| -- | -------------------- | -- | -- | - | -- | -- | -- | --- | -- |
| 1  | Nacional             | 18 | 16 | 2 | 0  | 47 | 3  | +44 | 34 |
| 2  | Peñarol              | 18 | 14 | 2 | 2  | 31 | 12 | +19 | 30 |
| 3  | Universal            | 18 | 8  | 5 | 5  | 24 | 18 | +6  | 21 |
| 4  | Montevideo Wanderers | 18 | 6  | 5 | 7  | 17 | 16 | +1  | 17 |
| 5  | River Plate FC       | 18 | 5  | 5 | 8  | 18 | 27 | −9  | 15 |
| 6  | Dublin               | 18 | 6  | 2 | 10 | 22 | 28 | −6  | 14 |
| 7  | Central              | 18 | 4  | 6 | 8  | 14 | 23 | −9  | 14 |
| 8  | Charley              | 18 | 5  | 3 | 10 | 11 | 24 | −13 | 13 |
| 9  | Reformers            | 18 | 3  | 5 | 10 | 9  | 23 | −14 | 11 |
| 10 | CA Defensor          | 18 | 2  | 7 | 9  | 9  | 28 | −19 | 11 |